# Doftfjällskivling
Doftfjällskivling (Lepiota ochraceofulva) är en svampart som beskrevs av P.D. Orton 1960. Doftfjällskivling ingår i släktet Lepiota och familjen Agaricaceae.  Arten är reproducerande i Sverige. Inga underarter finns listade i Catalogue of Life.